# Top One
Top One è stato un game show televisivo italiano a premi, trasmesso su Italia 1 dal 2013 al 2014, con la conduzione di Enrico Papi.
La prima edizione è andata in onda dal 3 giugno al 26 luglio 2013 dal parco di MagicLand; la seconda è andata invece in onda dal 2 dicembre 2013 al 10 gennaio 2014 dal ThemePark del parco Etnaland.

## Il programma
Al gioco partecipavano due concorrenti che si sfidavano rispondendo alle semplici domande poste dal conduttore, il quale dettava loro regole e condizioni interagendo attraverso degli auricolari. La difficoltà stava però nel fatto che le risposte dovevano essere formulate mentre loro si trovavano sulle attrazioni più estreme e gettonate di un parco divertimenti (nella prima edizione era il Rainbow Magicland di Valmontone, mentre la seconda si è svolta all'Etnaland di Belpasso). Il/la concorrente finalista della puntata cercava di conquistare il premio in palio, che consisteva in una crociera per due persone a bordo della nave MSC Orchestra dal valore di 5000 € e in più, dalla seconda edizione, anche due altri premi: 
- Una fornitura per un anno di buoni carburanti gas offerte dalla Lux Gas & Power Italia (sin dalla prima puntata);
- Un anno di spesa gratis alle catene di supermercati "Dico" e "Tuodì" (solo come speciale di Natale, Capodanno e Befana).

## Svolgimento
Nel gioco i due concorrenti dovevano affrontare cinque livelli.
NOTA 1: Solo nei livelli da 2 a 4 succede che Enrico Papi chiedeva raramente, a uno/a dei concorrenti stessi, se voleva proseguire o abbandonare il gioco quando lui/lei aveva un problema di spavento o di salute nell'attrazione. Nel caso in cui lui/lei abbandonava nel livello 2 o 3 faceva vincere il codesto livello all'altro/a, ma se invece lui/lei abbandonava nel livello 4 dava la possibilità all'altro/a di andare direttamente in finale.
Nella seconda edizione del programma, a seconda delle varie puntate, le prove dei livelli 2 e 3 potevano invertirsi.

### 1º Livello
In questo primo livello, i due concorrenti non si conoscono e giocavano in piedi-separati in due zone differenti del parco. Venivano loro poste le stesse domande, e tramite queste, dovevano cercare di indovinare dieci parole le quali lettere venivano scoperte una dopo l'altra.
(ESEMPIO: Parola da indovinare: SCATENATO
Domanda: Il toro di Scorsese è? S_ _ _ _ _ _ _ _ )
Chi indovinava più parole vinceva un credito, mentre in caso di parità il credito lo vincevano entrambi i concorrenti.

### 2º Livello
Nel secondo livello i due concorrenti ascoltavano sette canzoni ciascuno, e avevano dieci secondi a brano per dire chi la canta o anche il suo titolo. La prova era suddivisa in due round, dove chi le supera tutte e due guadagnava un credito. In caso di parità dei round i due concorrenti andavano allo spareggio, e chi indovinava per primo/a l'interprete o il titolo della canzone vinceva il credito.

#### Attrazioni del livello
- Prima edizione: l'area dello "Stunt Show" di Rainbow Magicland (dove i due concorrenti giocavano seduti ciascuno dentro una spericolata auto da corsa guidata da stuntman professionisti);
- Seconda edizione: il mine coaster "Eldorado", le montagne russe "The Storm", il top spin "Vortigo", il disk coaster "Quasar", il "Crocodile Rapids", e il "Jungle Splash" di Etnaland.

NOTA: Nella seconda edizione del programma, la prova non era suddivisa nei due round solo nell'attrazione "Jungle Splash", nella quale i due concorrenti rispondevano alle canzoni durante due giri (essendo esso uno spillwater coaster).

### 3º Livello
Nel terzo livello di gioco, i due concorrenti dovevano rispondere a delle domande premendo un pulsante, che potevano essere di vario genere: Chi?, Che cosa? e Dove?, attraverso delle parole chiave. Allo scadere del tempo chi dava più risposte esatte vinceva un credito.

#### Attrazioni del livello
- Prima edizione: le "Rapide" di Rainbow Magicland (dove i due concorrenti le percorrevano su un gommone);
- Seconda edizione: il top spin "Vortigo", il "Crocodile Rapids", le montagne russe "The Storm", il mine coaster "Eldorado", il disk coaster "Quasar", e il "Jungle Splash" di Etnaland.

### 4º Livello
Nel quarto livello di gioco, i due concorrenti rispondevano a testa a delle domande a risposta doppia, dove ogni credito usato valeva una risposta esatta quindi un punto. Le domande erano suddivise in due parti, equivalenti a diverse opzioni di risposta: nella prima parte le opzioni furono "Sì" e "No", mentre nella seconda parte le opzioni furono a "dilemma" (cioè due parole associate ad esse):
(ESEMPIO: Dilemma: Prima e Dopo
Domanda: Scuola, Risposta: Dopo)
Allo scadere del tempo, chi aveva dato più risposte esatte andava in finale mentre l'altro/a con meno punti usciva dal gioco, altrimenti in caso di parità i due concorrenti andavano allo spareggio rispondendo a testa ad un dilemma, dove chi per primo/a sbagliava usciva dal gioco e l'altro/a andava in finale.

#### Attrazioni del livello
- Prima edizione: le montagne russe "Shock" di Rainbow Magicland;
- Seconda edizione: il disk coaster "Quasar", il top spin "Vortigo", le montagne russe "The Storm", e il "Crocodile Rapids" di Etnaland.

### 5º Livello
Il/la concorrente rimasto/a in gara, doveva affrontare il quinto ed ultimo livello (il più difficile del gioco), svolgente sull'attrazione più spaventosa del parco: la free fall tower. Per guadagnarsi il premio in palio, egli/ella aveva cinque possibilità di risposta.
Prima di ogni lancio (dalla durata di un secondo), gli/le venivano date le tre opzioni di risposta e successivamente la domanda, per poi rispondere chiaramente durante la caduta. Se lui/lei riusciva a dare 3 risposte esatte su 5 vinceva il premio della crociera, al contrario falliva la prova e non vinceva nulla.

#### Torri del livello
- Prima edizione: il "Mystica" di Rainbow Magicland (genere Classica);
- Seconda edizione: l'"Etnaland Tower" di Etnaland (genere Shot & Drop).

### Livello d'accesso
Era l'anteprima del programma, andato in onda durante la prima edizione, per venti puntate dal 24 giugno al 19 luglio 2013. E serviva solo per scegliere i due concorrenti principali della puntata.
Come nel 5º Livello, quello d'accesso si svolgeva anch'esso nella free fall tower "Mystica" del parco Rainbow Magicland. I due potenziali concorrenti maschi e femmine giocavano separatamente e, dopo che essi venivano trasportati in cima alla torre, Enrico Papi poneva loro tre domande del valore di un punto; quello/quella che rispondeva chiaramente e per primo/a, durante la caduta, a due domande superava la prova ed accedeva al gioco vero e proprio.

## Edizioni
| Edizione | Puntate | Inizio          | Fine            | Location                           |
| -------- | ------- | --------------- | --------------- | ---------------------------------- |
| 1ª       | 40      | 3 giugno 2013   | 26 luglio 2013  | Rainbow Magicland (Valmontone, RM) |
| 2ª       | 33      | 2 dicembre 2013 | 10 gennaio 2014 | Etnaland (Belpasso, CT)            |

## Ascolti

### Prima edizione (2013)
Il programma ha registrato un ascolto medio di 355 000 telespettatori, pari al 4,07% di share. La puntata più seguita è stata quella di lunedì 10 giugno 2013 con 465 000 telespettatori. Il record in share è stato ottenuto lunedì 15 luglio 2013 con il 5,35%. Il dato più basso è stato registrato il 25 luglio 2013 con 236 000 telespettatori. Quello più basso in share, invece, nel giorno di martedì 18 giugno con il 2,88%. Nel target 15-64 anni ha ottenuto una media del 6,1%, mentre in quello dei 15-34 anni ha registrato l'ascolto medio dell'11,80%.

### Seconda edizione (2013-2014)
Il programma ha ottenuto un ascolto medio pari al 2,83% di share. La puntata più seguita è stata quella di sabato 4 gennaio 2014 con 861 000 telespettatori. Alla stessa puntata appartiene il record in share, equivalente al 5,76%. Il dato più basso in share è stato registrato nel giorno di venerdì 20 dicembre 2013 con l'1,84%.

## Controversie
Secondo un servizio de Le Iene, la Duck On Line Srl (all'epoca delle riprese del programma), non avrebbe retribuito lo staff tecnico che ha curato la trasmissione.